# アイリッシュクロッシェレース

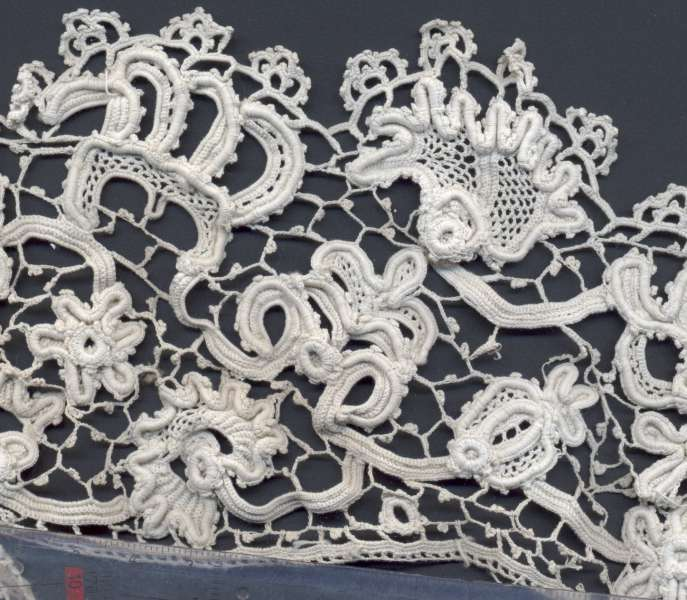
アイリッシュクロッシェレース（年代不詳）

アイリッシュクロッシェレースは、アイルランドで作られていたクロッシェレースである。

## 概要
シャムロック、ブドウ、バラなどの草花のモチーフを太い糸でつくり、台布に配置し周りを波型のレースで縁取ったもの。
このため他のレースのように平面的ではなく立体的であるという特徴がある。
1846年のジャガイモ飢饉以前ではアイルランド以外では知られていなかったが、飢饉のため死者が多数出始め、ジャガイモを作っていた農夫たちがクロッシェレースを輸出し外貨を稼いだ事が、広まるきっかけといわれている。